# أوسكار هامرستاين الثاني
أوسكار غريلي كليندينينج هامرشتاين الثاني (Oscar Greeley Clendenning Hammerstein II) (/[invalid input: 'icon']ˈhæmərstaɪn/؛ ولد في 12 يوليو 1895 وتوفي في 23 أغسطس 1960.

## أعماله
واضع كلمات أوبرا أمريكي، ومنتج مسرحي، و(عادةً غير معترف به) أخرج عدداً من المسرحيات الموسيقية مسرحياً على مدار أربعين سنة تقريبًا. فاز هامرشتاين بثمان جوائز من جائزة توني، واثنتين من جائزة الأوسكار لأفضل أغنية. 

وتُعد الكثير من أعماله مؤلَفَّات مرجعية قياسية للمطربين ولعازفي موسيقى الجاز. وقد شارك في كتابة 850 أغنية. وكان هامرشتاين هو الشاعر الغنائي والكاتب المسرحي في الشراكات الخاصة به، بينما قام مساعدوه بوضع الموسيقى. تعاون هامرشتاين مع الملحنين جيروم كيرن (Jerome Kern)، فينسنت يومانز (Vincent Youmans)، رودلف فريمل (Rudolf Friml)، وسيجموند رومبيرغ (Sigmund Romberg)، ولكن أشهر تعاون له، إلى حد ما، كان مع ريتشارد رودجرز (Richard Rodgers) في صوت الموسيقى.

## كتابات أخرى
- Bauch، Marc (2003). The American Musical. ISBN:3-8288-8458-X. {{استشهاد بكتاب}}: تجاهل المحلل الوسيط |publishcer= لأنه غير معروف (مساعدة)
- Fordin، Hugh (1995). Getting to Know Him:A Biography of Oscar Hammerstein II. Da Capo Press. ISBN:0-306-80668-1.
- Hischak، Thomas S. (2007). The Rodgers and Hammerstein Encyclopedia. Greenwood Publishing Group. ISBN:0-313-34140-0.
- Kislan، Richard (1995). The Musical: A Look at the American Musical  Theater. Hal Leonard Corporation. ISBN:1-55783-217-X.

## وصلات خارجية
- أوسكار هامرستاين الثاني على موقع IMDb (الإنجليزية)
- أوسكار هامرستاين الثاني على موقع الموسوعة البريطانية (الإنجليزية)
- أوسكار هامرستاين الثاني على موقع ألو سيني (الفرنسية)
- أوسكار هامرستاين الثاني على موقع ميوزك برينز (الإنجليزية)
- أوسكار هامرستاين الثاني على موقع أول موفي (الإنجليزية)
- أوسكار هامرستاين الثاني على موقع قاعدة بيانات برودواي على الإنترنت (الإنجليزية)
- أوسكار هامرستاين الثاني على موقع قاعدة بيانات الأفلام السويدية (السويدية)
- أوسكار هامرستاين الثاني على موقع إن إن دي بي (الإنجليزية)
- أوسكار هامرستاين الثاني على موقع أول ميوزيك (الإنجليزية)
- أوسكار هامرستاين الثاني على موقع ديسكوغز (الإنجليزية)

- مسرحيات غنائية لروجرز وهامرستاين
- السيرة الذاتية لأوسكار هامرستاين الثاني من موقع RNH الرسمي
- أوسكار هامرستاين الثاني مقابلة أجراها مايك والاس في 15 آذار (مارس) 1958.